# Oleksiy-Néstor Naumenko
Oleksiy-Néstor Naumenko (en ucraniano: Олексій-Нестор Науменко, Kyiv, Ucrania, 11 de marzo de 1973) es un director de cine, guionista, director de fotografía y productor ucraniano. Trabaja principalmente en cine experimental, documental y artes visuales. Naumenko también es viajero y publicista, quien escribe sobre temas culturales, sociales, etnográficos y cinematográficos.

## Biografía y carrera
Oleksiy-Néstor Naumenko nació en Kyiv, Ucrania. Tras completar sus estudios técnicos en el Instituto Politécnico de Kyiv, continuó los estudios en la Universidad Nacional de Teatro, Cine y Televisión, graduándose en 2000 como director de cine y televisión.
Naumenko comenzó su carrera profesional a mediados de los 90 como asistente de dirección y editor de video para televisión. Posteriormente, se dedicó al cine independiente, trabajando en diversos géneros y formatos. Sus películas exploran temas como la desigualdad social, la preservación del patrimonio cultural y las dimensiones psicológicas de la experiencia humana.
La obra de Oleksiy-Néstor Naumenko abarca más de 50 películas, desde documentales, crónicas, etnografías y musicales hasta cortometrajes de ficción, experimentales, foto filmes y cine arte (arthouse). Crea películas en varios idiomas, como ucraniano, inglés y español.
Entre las obras experimentales de Naumenko es la película 50 horizontes (2023), un largometraje documental de estilo minimalista y absurdo. Otros proyectos incluyen los ensayos de viajes El año de los volcanes (2018), La isla soleada (2021), Trilogía del Caribe (2020), la exploración cinematográfica de Japón El camino de la mariposa (2014) y la serie El abecedario viajero de Néstor (comenzó en 2022).
Naumenko filma por todo el mundo. El año de los volcanes fue filmado en cuatro volcanes europeos como Vesubio, Etna (Italia), Teide (España) y Santorini (Grecia). Trilogía del Caribe, que incluye Las murallas de Santo Domingo, Flor en la niebla y 47, se filmó en Cuba y en la República Dominicana. La isla soleada se filmó en 11 países de cuatro continentes. 50 horizontes incluye material de 21 países, como Ucrania, Panamá, Japón, Islandia, Egipto, Suiza, España, Montenegro, Sri Lanka, las Maldivas etc.
Naumenko crea la mayoría de sus películas en su propio estudio independiente, Nestor Film.
Además de filmar películas, Naumenko se desempeña como fotógrafo y curador de arte y proyectos performativos.
Como publicista, Oleksiy-Néstor Naumenko colabora con diversos medios de comunicación: periódicos, revistas de cine. Es reconocido por su investigación sobre la vida y obra del director de cine Andréi Tarkovski
 y los actores ucranianos famosos Boryslav Brondukov e Iván Mykolaychuk.

## Filmografía (selección)
- 1998 – La rosa de Paracelso (en ucraniano: Троянда Парацельса, ficción, adaptación de Jorge Luis Borges, 17 mín.)
- 1999 – ¡Melodía! (en ucraniano: Мелодія!, documental de retrato y música, 37 mín.)
- 2008 – Como los ucranianos viven en Siberia (en ucraniano: Як українці в Сибіру живуть, documental etnográfico, 85 mín.)
- 2010 – Fuera del círculo (en ucraniano: За межами кола, documental, 50 mín.)
- 2014 – Maidán – bañado en sangre (en ucraniano: Майдан-на-крові, documental, 36 mín.)
- 2014 – El camino de la mariposa (en ucraniano: Шлях метелика, cine arte, 48 mín.)
- 2015 – Sarajevo, la ciudad de los tropiezos (en ucraniano: Сараєво – місто спотикання, documental, 15 mín.)
- 2015 – Tokio, la capital de los contrarios (en ucraniano: Токіо – столиця протилежностей, documental, 16 mín.)
- 2018 – Malé, la capital más pequeña del mundo (en ucraniano: Малє – найменша столиця світу, documental, 16 mín.)
- 2018 – El año de los volcanes (en ucraniano: Рік вулканів, ensayo documental, 30 mín.)
- 2020 – Las murallas de Santo Domingo (en ucraniano: Стіни Санто-Домінго, documental conceptual, 10 mín.)
- 2020 – Cuba, La flor en la niebla (en ucraniano: Квітка в тумані, ensayo documental, 19 mín.)
- 2020 – 47 (ensayo documental, 15 mín.)
- 2021 – La isla soleada (en ucraniano: Сонячний острів, ensayo documental, 69 mín.)
- 2021 – Viena, la capital mundial de la música (en ucraniano: Відень – музична столиця світу, documental, 30 mín.)
- 2022 – Tiempo de juntar piedras (originalmente en español, documental, 34 mín.)
- 2022 – Barcelona: Sueños de hormigón armado (en ucraniano: Барселона: Мрії залізобетону, ensayo documental, 12 mín.)
- 2023 – 50 horizontes (en inglés: 50 Horizons, documental conceptual y experimental, 77 mín.)
- 2023 – Hamlet inmortal (en inglés: Immortal Hamlet, ficción documental, 21 mín.)
- 2023 – Paisaje del olvido (en francés: Paysage de l’oubli, experimental, 39 mín.)
- 2023 – Jerusalén: El triunfo de los muros (en ucraniano: Єрусалим: Тріумф стін, ensayo documental, 11 mín.)
- 2023 – París: Pájaros del amor (en ucraniano: Париж: Птахи кохання, ensayo documental, 11 mín.)
- 2024 – Oyama: Alborotadores en el santuario (en ucraniano: Ояма: Бешкетники в храмі, documental etnográfico, 9 mín.)
- 2024 – 50 reuniones (en ucraniano: 50 зустрічей, documental conceptual y autobiográfica, 203 mín.)
- 2025 – Encuentro con Maksym Rylsky (en ucraniano: Побачення з Максимом Рильським, documental crónico, 37 mín.)